# Kryptostoma
Kryptostoma é um género botânico pertencente à família das orquídeas (Orchidaceae).